# Burgelijke bosijsbaan Ueda
De Burgelijke bosijsbaan Ueda (市民の森スケート場) is een ijsbaan in Ueda in de prefectuur Nagano in het noorden van Japan. De openlucht-kunstijsbaan ligt op 973 meter boven zeeniveau en is geopend in 1986. De ijsbaan is gelegen in het Ueda Shiritsu Shiminnomori Park.
Erkende ijsbanen

Niet-erkende ijsbanen